# Leda-Jümme-Verband
Der Leda-Jümme-Verband ist ein Wasser- und Boden- sowie Deichverband mit Sitz in Leer.

## Geschichte
Der Verband wurde am 28. Februar 1948 gegründet. Er entstand durch die Verschmelzung der ehemaligen Leda-Deichacht, Jümme-Deichacht und Jümminger-Hammrich-Deichacht.

## Verbandsgebiet
Das rund 58.230 Hektar große Verbandsgebiet erstreckt sich auf das Niederungsgebiet von Leda und Jümme in den Landkreisen Leer, Ammerland und Cloppenburg. Es umfasst alle im Schutz der Deiche oberhalb des Ledasperrwerks gelegenen Grundstücke bis zu einer Höhe von NN +5,00 m inklusive der innerhalb dieses Gebietes liegenden höheren Bodenerhebungen, sowie der Gebiete hinter dem Ledadeich unterhalb des Sperrwerks bis zur Seeschleuse Leer bzw. bis zum Damm der Bahnstrecke Rheine–Norddeich Mole. Hier grenzt das Verbandsgebiet des Leda-Jümme-Verbandes jeweils an das Verbandsgebiet der Moormerländer Deichacht und der Overledinger Deichacht.

## Aufgaben
Der Verband hat die Aufgabe, die Grundstücke im Verbandsgebiet vor Hochwasser zu schützen. Dazu unterhält der Verband rund 250 km Deiche entlang der Leda und Jümme sowie zahlreicher Nebengewässer. Zum Hochwasserschutz unterhält der Verband darüber hinaus mehrere Polder und Hochwasserrückhaltebecken:
- fünf geregelte Entlastungspolder
  - Polder Holter Hammrich (3,8 Mio m³ Stauraum)
  - Polder Leer (3,2 Mio m³ Stauraum)
  - Polder Detern-Übertiefland (3,0 Mio m³ Stauraum)
  - Polder Langholter Meer (1,2 Mio m³ Stauraum)
  - Polder Aperfeld (0,46 Mio m³ Stauraum)
- acht ungeregelte Polder
  - Polder Weißes Moor (0,48 Mio m³ Stauraum)
  - Polder Lieneweg (0,27 Mio m³ Stauraum)
  - Polder Detern-Brook (0,42 Mio m³ Stauraum)
  - Polder Franzosenweg (0,35 Mio m³ Stauraum)
  - Polder Scharrel (0,08 Mio m³ Stauraum)
  - Polder Bucksande (0,15 Mio m³ Stauraum)
  - Polder Utende (0,18 Mio m³ Stauraum)
  - Polder Bokelesch (0,31 Mio m³ Stauraum)
- ein Hochwasserrückhaltebecken
  - Selverde (0,55 Mio m³ Stauraum)

Auch die Thülsfelder Talsperre, die über Soeste und Barßeler Tief zur Jümme, und das Zwischenahner Meer, das über Aue, Godensholter Tief, Nordloher Tief und Barßeler Tief ebenfalls zur Jümme entwässert, dienen der Hochwasserrückhaltung und können so zur Hochwasserentlastung im Verbandsgebiet beitragen.

## Verbandsstruktur
Die Mitglieder des Verbandes wählen alle fünf Jahre einen Verbandsausschuss, der wiederum einen Vorstand wählt.
Mitglieder des Verbandes sind alle Grundeigentümer und Erbbauberechtigten der im Verbandsgebiet liegenden Grundstücke.